# 高澤雅樹
高澤 雅樹（たかざわ　まさき）は、日本の柔道家。階級は95kg級。

## 経歴
法政大学1年の時に新人体重別軽重量級で3位に入った。4年の時には全日本学生選手権95kg級決勝で専修大学の東裕治に優勢勝ちして優勝を飾った。大学を卒業して大阪府警の所属となると、1983年の選抜体重別では決勝で同僚の元谷金次郎に優勢勝ちして優勝を果たした。1984年の選抜体重別では3位だった。1985年の講道館杯でも3位となった。

## 戦績
- 1975年 -　新人体重別　3位
- 1978年 -　全日本学生選手権 　優勝
- 1983年 -　選抜体重別　優勝
- 1983年 -　スカンジナビアオープン　優勝
- 1985年 -　講道館杯　3位

(出典、JudoInside.com)。